# Відеоколекція (collector's edition, 2DVD)
Video Collection (collector's edition, 2DVD) — перевидання першого офіційного DVD гурту Воплі Відоплясова, який випустило музичне видавництво «Країна Мрій» у 2008 році. Видання вийшло обмеженим тиражем, всього 500 примірників.

## Відео

### DVD 1
Кліпи
1. Музіка
2. Весна
3. Горіла Сосна
4. Любов
5. День Народження
6. Були На Селі
7. Не Думай
8. День Народження Rmx
9. Світ
10. Полонина
11. Сонячні Дні
12. Зоряна Осінь
13. Пісенька
14. Колискова
15. Катерина

Архів
1. Танці
2. Зв'язок
3. Були Деньки
4. Пісенька (Live)
5. Оля (Live)
6. Колискова (Live)
7. Галю, Приходь (Live)
8. Танці (Live)

### DVD 2
Рок-Артіль 1988
1. Танці
2. Оля
3. Були Деньки
4. Товарищ Майор
5. Заднє Око
6. Музіка
7. Розмова З Махатмою
8. Плач Ярославни

Б/к Корольова 1996
1. Танго
2. Я Підійду
3. Політрок
4. Ай-яй-яй
5. Були На Селі
6. Галю, Приходь
7. Підманула
8. Танці
9. Dansez